# Палата Милана Поповића-Тонкића
Тонкићева палата (Зграда хотела "Дубочица") саграђена је 1937. године и једна је од најрепрезентативнијих зграда у центру Лесковца. Грађевина је под заштитом и има статус споменика културе, под називом Зграда хотела "Дубочица".

Инвеститор и власник био је индустријалац Милан Поповић-Тонкић. Објекат је подигнут на месту старије породичне куће Антонија Тонке Поповића, Милановог оца. Грађевина мешовите стамбено-угоститељске намене састоји се од приземља и три спрата. Палата је имала и лифт, што јој даје елитнији и луксузнији карактер. Носећи конструктивни елементи су изграђени од бетона. Палату је пројектовао београдски пројектантски атеље Манојловић-Азриел (Милош Манојловић и Исак Азриел).

## Архитектонске карактеристике
Приземље је ниско, скромно, изведено и у стилу умерене академске камене рустике. Изнад приземља уздиже се богато обрађена средња, перфорирана зона платна. Прочеље је у стилу монументалног академског класицизма, са елементима паладијанске архитектонске естетике. Главни мотив ове композиције је заобљени угаони тракт разуђеног подужног волумена. Најупечатљивији сегмент декоративног система представљају прислоњени стубови, популаран мотив у архитектури еклектицизма.

## Историјат
Тонкићева палата је била оштећена у савезничком бомбардоваљу Лесковца 1944. године. Након рата је обновљена, спратови су преуређени у собе, а приземље у јединствен простор за угоститељство, и у њој се налазио Хотел Дубочица. Хотел је затворен 2006. године у контроверзној приватизацији предузећа "ХУП Балкан" које је управљало зградом. Данас се у приземном, пословном делу зграде налази продавница спортске опреме "Планета спорт", експозитура ОТП банке и фризерски салон.